# 조지 불
조지 불(영어: George Boole IPA: [dʒɔː(ɹ)dʒ buːl], 1815년 11월 2일 ~ 1864년 12월 8일)은 영국의 수학자, 논리학자이다.
논리대수인 불 대수를 창안해, 기호논리학 분야에 큰 업적을 남겼다.

## 생애
조지 불은 영국 잉글랜드 링컨셔주 링컨에서 태어났다. 아버지 존 불은 구두수선공이었지만, 학구적이고 활동적인 사람이었다.  아버지가 교육에 관심이 많아 어려서부터 여러 가지 어학을 배웠다. 수학과 과학에 특히 관심이 있었던 그는 아들을 직접 가르쳤다. 그러나, 조지 불의 비상한 수학 재능은 어린 시절에는 제대로 드러나지 않았다.
조지 불은 빈민 자녀들을 위한 내셔널 스쿨에서 초등교육을 받았다. 라틴어 ·그리스어를 독학하고 16세부터 4년 동안 국민학교의 보조 교원을 지냈고 20세 때부터 독학으로 수학을 공부했다.
이후 P.S.M.de 라플라스의 《천체역학》, J.L.라그랑주의 《해석역학》을 익힌 후 변분법(變分法)에 관한 하나의 발견에 도달하였고, 계속하여 불변식론(不變式論)을 연구하여 중요한 성과를 얻었다. 수학상의 업적으로는 1841년 처음으로 대수적 불변식론의 기초를 닦은 논문을 발표했다. 그는 이를 《케임브리지 수학잡지》에 기고하여 많은 수학자를 알게 되었고, 대수학 전개의 중요한 일익을 맡은 영국학파 속에서 그 지위를 굳혀나갔다. 이후 1849년 퀸스칼리지의 수학 교수가 되었다. 그 후 미분방정식과 계차(階差)방정식에 관해서도 큰 공헌을 했다.
가장 유명한 업적은 기호논리학(記號論理學)의 창시와 논리대수(Boole 代數)의 전개였다. 논리 또는 추론을 수학적으로 다루려고 한 이 연구는 마침내 《논리와 확률의 수학적 기초를 이루는 사고(思考)의 법칙 연구 An investigation into the laws of thought on which are founded the mathematical theories of logic and probabilities》(1854)라는 불후의 역작으로 결실을 맺었다.

## 가족
아내인 메리 에베레스트 불 역시 결혼 후 수학 저술을 했다. 다섯 명의 딸이 있다.
- 첫째딸 메리 엘런 불(Mary Ellen, 1856~1908)
- 둘째딸 마거릿 불(Margaret, 1858~?)은 화가 에드워드 잉그럼 테일러와 결혼했다.
  - 첫째아들 제프리 잉그럼 테일러는 수학자이다.
  - 둘째아들 줄리언 테일러는 의사이다.
- 얼리샤 불 스톳(Alicia, 1860~1940)은 수학자이다.
- 루시 에베레스트 불(Lucy Everest, 1862~1905)은 영국 최초의 화학교수이다.
- 에델 릴리언(Ethel Lilian, 1864~1960)은 소설 《등에》를 쓴 작가이다. 폴란드의 과학자이자 혁명가인 빌프리트 보이니치와 결혼했다.
- 제프리 에버레스트 힌턴 (Geoffrey Everest Hinton, 1947년 12월 6일~)의 외고조부가 조지 불이다. 제프리 힌턴은  인공지능(AI) 분야를 개척한 영국 출신의 컴퓨터과학자이자 인지과학자, 인지심리학자로 인공신경망에 대한 연구로 2024년 노벨 물리학상을 수여받았다.

## 같이 보기
- 불 대수
- 불 논리
- 디지털 회로
- 고틀로프 프레게